# Hythe (Kent)
Hythe es una parroquia civil y una villa del distrito de Folkestone and Hythe, en el condado de Kent (Inglaterra).

## Geografía
Según la Oficina Nacional de Estadística británica, Hythe tiene una superficie de 12,27 km².

## Demografía
Según el censo de 2001, Hythe tenía 14 170 habitantes (45,94% varones, 54,06% mujeres) y una densidad de población de 1154,85 hab/km². El 16,82% eran menores de 16 años, el 68% tenían entre 16 y 74 y el 15,19% eran mayores de 74. La media de edad era de 45,78 años. Del total de habitantes con 16 o más años, el 22,64% estaban solteros, el 55,84% casados y el 21,52% divorciados o viudos.
El 93,7% de los habitantes eran originarios del Reino Unido. El resto de países europeos englobaban al 2,65% de la población, mientras que el 3,66% había nacido en cualquier otro lugar. Según su grupo étnico, el 98,28% eran blancos, el 0,51% mestizos, el 0,88% asiáticos, el 0,13% negros, el 0,11% chinos y el 0,1% de cualquier otro. El cristianismo era profesado por el 78,3%, el budismo por el 0,28%, el hinduismo por el 0,54%, el judaísmo por el 0,15%, el islam por el 0,1%, el sijismo por el 0,02% y cualquier otra religión por el 0,28%. El 13,07% no eran religiosos y el 7,25% no marcaron ninguna opción en el censo.
5857 habitantes eran económicamente activos, 5587 de ellos (95,39%) empleados y 270 (4,61%) desempleados. Había 6388 hogares con residentes, 228 vacíos y 104 eran alojamientos vacacionales o segundas residencias.